# M8 Howitzer Motor Carriage
Pour les articles homonymes, voir M8.
Le M8 Howitzer Motor Carriage répondait à la demande, faite à la fin de l'année 1941 par l'armée américaine, d'un véhicule blindé de soutien pour les unités mécanisées. Certains modèles avaient déjà été étudiés entre 1939 et 1941 aboutissant à des véhicules tels que le T3 Howitzer Motor Carriage, ou encore le T18 Howitzer Motor Carriage sur châssis de M3 Stuart, mais aucun de ces prototypes ne convint aux forces armées, principalement à cause du manque de place pour l'équipage, ou parce que le châssis était déjà dépassé.

## Le prototype T47
Le nom du prototype fut T47. Basé d'abord sur le même châssis M3 que le T18, il adopta rapidement le châssis du nouveau Stuart : le M5. Ce premier jet sortit de l'usine au début de l'année 1942. Il fut testé sur le terrain de manœuvre d'Aberdeen, puis dans le désert de Californie, peu de changements furent appliqués alors. Il adopta son nom définitif pendant l'automne 1942 et on confia sa production aux usines Cadillac qui en produisirent 1778 exemplaires avant son remplacement en février 1944 (373 en 1942; 1330 en 1943 et 75 en 1944).

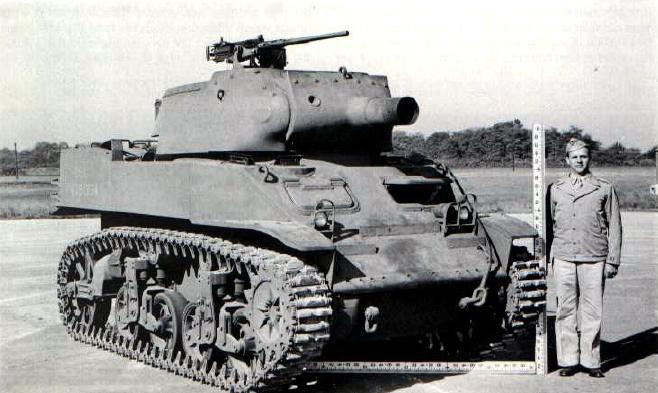
M8 HMC sur le terrain de test d'Aberdeen

## Profil du blindé
Seule la tourelle pouvait différencier le char léger de sa version modifiée. En effet, la tourelle fut légèrement élargie pour permettre l'installation de l'obusier de 75 mm  et pour l'aisance de l'équipage. Le toit de la tourelle fut supprimé, permettant une plus grande visibilité, mais exposant davantage les membres d'équipage. Cependant le rôle de soutien du véhicule ne devait pas le placer en première ligne.
Deux trappes furent ajoutés pour les deux conducteurs sur le glacis même, remplaçant celle que l'on avait dû supprimer sur la tourelle pour faire de la place dans le compartiment. On ajouta aussi une mitrailleuse Browning de calibre .50 sur un anneau à l'arrière de la tourelle pour la protection rapprochée et antiaérienne.

## Caractéristiques techniques
Le nouveau M8 était propulsé par deux moteurs Cadillac refroidis par air, produisant une puissance de 295 chevaux, ce qui lui donnait une vitesse de 58 km/h pleinement chargé sur route, pour un poids dépassant les 15 tonnes. Son réservoir de 340 litres lui assurait une autonomie moyenne de 161 kilomètres. Ces caractéristiques étaient donc légèrement meilleures que celles de son châssis d'origine.
L'armement du blindé était donc composé d'un obusier de 75 mm de modèle M2 ou M3 (versions pour véhicule de l'obusier M1A1), remplaçant le canon de 37 mm d'origine, ainsi que d'une mitrailleuse M2 de calibre .50 (12,7 mm). Le canon avait un arc de tir de 360° grâce à une tourelle rotative, et un degré d'élévation de −20° à +40°, lui donnant une portée maximale de 8 687 mètres. Il pouvait tirer des obus explosifs classiques (HE - High Explosive), des obus explosifs antichars (HEAT - High Explosive Anti Tank) et des munitions fumigènes. Sa tourelle ne lui permettait d'emporter que 46 obus, et on ajouta rapidement une remorque triplant cette quantité. Il emportait aussi 400 coups pour sa mitrailleuse lourde ainsi que des armes légères pour l'équipage, de type carabines et pistolet-mitrailleurs.

## Le M8 au combat
Ce blindé fit son baptême du feu à la fin de l'année 1943 pendant la campagne d'Italie. Il équipait alors l'unité d'appui-feu direct du groupe de reconnaissance des divisions blindées américaines, son rôle était de soutenir, au nombre de huit par division, les escadrons de reconnaissance divisionnaire alors que les groupes d'artillerie de campagne étaient équipés de M7 Priest. Sa première utilisation massive eut lieu pendant la campagne de Normandie en été 1944. Il aurait aussi combattu dans le Pacifique, notamment pendant les campagnes de Saipan et de Leyte, dans les divisions de Cavalerie.

## Le M8 à l'étranger
Contrairement aux blindés légers M3 et M5, le M8 ne fut pas exporté vers l’URSS et le seul pays qui l'utilisa, hormis les États-Unis, fut la France, qui en commanda 174. Celle-ci s'en servit d'abord pour équiper ses divisions blindées à la fin de la Seconde Guerre mondiale, puis les réutilisa pendant la Guerre d'Indochine dans les années 1950. La dernière utilisation connue de ce blindé est relevée dans les années 1960 par l'armée sud-vietnamienne. Il s'agissait probablement d'engins récupérés dans les stocks français laissés sur place.

## Les autres modèles sur le même châssis
- M3 Stuart
- M3A1 Stuart
- M3A1 Satan version équipée d'un lance-flamme
- M3A3 Stuart
- M5 Stuart
- M5A1 Stuart
- M8 HMC Canon automoteur léger sur châssis de M5 Stuart.
- M8A1 HMC Canon automoteur léger sur châssis de char M5A1.
- T8 recon Véhicule de reconnaissance

## Le remplacement du M8
Le remplacement de l'obusier de 75 mm par un obusier plus lourd de 105 mm conduisit à la fin de la production du M8 et au lancement de nouveaux modèles de véhicules blindés de support. Le véhicule qui remplaça directement le M8 dans le rôle de soutien direct ne fut autre que l'emblématique M4 Sherman équipé d'un canon de 105 mm au lieu de son 75 mm d'origine.

## Sources
- Jim Mesko; U.S Self Propelled Gun; Squadron Signal Armor no 38